# Sivalicus viridis
Sivalicus viridis är en spindelart som beskrevs av Sukh Dyal 1957. Sivalicus viridis ingår i släktet Sivalicus och familjen jättekrabbspindlar. Inga underarter finns listade i Catalogue of Life.